# Китайская корпорация авиационной промышленности I
Китайская корпорация авиационной промышленности I (China Aviation Industry Corporation I, AVIC I) — китайский консорциум производителей самолётов. Консорциум был создан 1 июля 1999 года путем разделения государственного консорциума AVIC (China Aviation Industry Corporation) на AVIC I и AVIC II. AVIC I был исторически ориентирован на большие самолёты, такие как бомбардировщики (Xian H-6, Xian JH-7), средние коммерческие самолёты (ARJ21) или истребители (J-7, J-8, J-10, J-11 и JF-17), в то время как AVIC II — на малые самолёты и вертолеты. 28 октября 2008 года компании официально объединились в одну организацию, чтобы более эффективно управлять ресурсами и избегать дублирования проектов.

## Дочерние компании
- Chengdu Aircraft Industry Group
- Guizhou Aircraft Industry Co.
- Shanghai Aviation Industrial Company
- Shenyang Aircraft Corporation
- Xi’an Aircraft Industrial Corporation